# Qerim Sadiku
Qerim Sadiku (ur. 12 lutego 1919 we wsi Vusanje, zm. 4 marca 1946 w Szkodrze) – albański muzułmanin (konwertyta), błogosławiony Kościoła katolickiego.

## Życiorys
Urodził się w rodzinie muzułmańskiej, we wsi w pobliżu Gusinje, położonej na terenie dzisiejszej Czarnogóry. Po przeniesieniu się do Szkodry służył jako sierżant w żandarmerii albańskiej, a następnie prowadził sklep. We wrześniu 1944 poślubił Mariję Vatę pochodzącą z rodziny chrześcijańskiej, sam Qerim przygotowywał się do chrztu i konwersji na katolicyzm, pobierając nauki w klasztorze jezuitów. 3 grudnia 1945 Sadiku został aresztowany przez funkcjonariuszy Departamentu Obrony Ludu, podobnie jak 38 innych osób, które oskarżano o przynależność do nielegalnej organizacji Związek Albański (Bashkimi Shqiptar) i rozpowszechniane publikacji wrogich wobec partii komunistycznej. 
22 lutego 1946 skazany przez sąd wojskowy na karę śmierci za przygotowywanie zamachu stanu i współpracę z obcymi państwami. 4 marca 1946 został rozstrzelany pod murem cmentarza Rrmajt w Szkodrze razem z Danielem Dajanim, Giovannim Faustim i Gjonem Shllaku. Jego syn Gasper urodził się sześć miesięcy po śmierci ojca.
Sadiku znajduje się w gronie 38 Albańczyków, którzy 5 listopada 2016 w Szkodrze zostali ogłoszeni błogosławionymi i jedną z czterech osób świeckich w tym gronie. Beatyfikacja ofiar komunizmu, którzy zginęli "in odium fidei" została zaaprobowana przez papieża Franciszka 26 kwietnia 2016.